# 언약
언약(言約, 히브리어: בְּרִיתוֹת, 영어: covenant)은 모든 아브라함의 종교들이 중요하게 여기는 성경적 언약이다.  언약의 원어는 '베리트'인데  '바라'(자르다, 끊다, 새기다)에서 왔다. 주로 모세 오경 또는 율법이나 모세 오경인 처음 다섯 권 창세기, 출애굽기, 레위기, 민수기 및 신명기에서 발견된다. 다른 언약들이 하나님과 이스라엘 백성들 사이에 맺어진 것에 반하여 노아언약은 모든 인류에게 적용되는 유일한 언약이다.
예레미아 31:30:33은 새 언약을 약속하는데 바로 하나님이 이스라엘의 집을 세울것이라는 것이다. 

여호와의 말씀이니라 보라 날이 이르리니 내가 이스라엘 집과 유다 집에 새 언약을 맺으리라

이 언약은 내가 그들의 조상들의 손을 잡고 애굽 땅에서 인도하여 내던 날에 맺은 것과 같지 아니할 것은 내가 그들의 남편이 되었어도 그들이 내 언약을 깨뜨렸음이라 여호와의 말씀이니라

그러나 그 날 후에 내가 이스라엘 집과 맺을 언약은 이러하니 곧 내가 나의 법을 그들의 속에 두며 그들의 마음에 기록하여 나는 그들의 하나님이 되고 그들은 내 백성이 될 것이라 여호와의 말씀이니라

## 구약에서 언약
또한 아브라함과 할례로서 언약을 맺었고(창 17:9-14), 노아와는 무지개로 언약을 맺으셨다(창 9:8-17). 이외에도 성경에는 이삭(창 26:24), 야곱(창 28:13,14)등과 맺은 언약이 나오는데 이것들은 모두 구속사에 있어서 최고의 정점인 예수 그리스도 및 그의 구속사역에 초점을  맞추고 있다.
하나님께서 노아 개인과 언약을 맺으셨으나 그로 인해 가족과  동물까지도 생명을 보존할 수 있었던 것은 대표 원리가 적용되었기 때문이다. 즉 아담의 타락으로 전인류와 피조계가 함께 저주를 받은 것과 마찬가지로(창 3:17) 노아의 의로움이 동물에게까지 그 영향력을 미쳤던 것이다. 이러한 대표 원리는 그리스도에게서 그 절정을 이루었는 데 곧 그분 한분이 대속의 죽음을 죽으심으로 모든 인류가 그 공로를 힘입어 속죄함을 받은 것이다(롬 5:17-19).
구약성경에는 세 가지의 언약 형태를 볼 수 있는데, 양쪽이 동등한 입장에서 맺는 언약(삼상 18:3-4), 유력한 쪽에서 일방적으로 맺는 언약(겔 17:13-14), 하나님께서 맺으신 언약 등이다. 이 중하나님과 사람 간에 맺는 언약은 하나님께서 주권적으로 행하시는 피로 맺은 은혜로운 약정이었다. 그 주도권은 언제나 하나님께 있고 사람은 수혜자가 되는 형태로 하나님께서 인간에게 일방적으로 세우시는 약속이었다. 
예레미야가 언급했던 새 언약은 마음에 기록되며(렘 31:33), 하나님의 용서에 기초한 언약이었다(렘 31:32). 신약에서 언약이란 말은 '디아데케'(diatheke)로 헬라 세계에서는 '의지, 뜻, 서약, 유언'이란 뜻으로 쓰였다. 

## 신약의 새 언약
구약의 베리트는 신약에서 '디아데케'(diatheke)로 번역었는데 신약시대에는 '의지, 뜻, 서약, 유언'이란 뜻으로 쓰였다.
새 언약의 성취는 예수 그리스도로 완성되었다. 최후의 만찬에서 예수께서는 "이 잔은 내 피로 세우는 새 언약이니 곧 너희를 위하여 붓는 것이라"(눅 22:20)고 하셨다. 새 언약은 예수를 통해 새롭게 시작한, 하나님과 그의 백성들이 맺은 언약이었다. 이제 새 언약의 성취자이신 예수 그리스도를 믿는 자마다 죄사함을 받고(행 10:43, 롬 11:27) 죄악이 기억되지 않으며 구원을 받는다(사 43:25, 요 5:24, 요일 1:9).

## 같이 보기
- 언약신학
- 언약적 율법주의
- 옛 언약의 기독교적 관점
- 새언약
- 선서